# Embassoria
Embassoria, manchmal auch Embassorya geschrieben oder unter Akale Guzay bekannt, war ein eritreischer Fußballverein aus Mereb Melash. Der Verein gewann in 1958 und 1974 die äthiopische Fußballmeisterschaft.

## Geschichte
Der Verein wurde 1950 inmitten der Zeit gegründet, wo die eritreischen Amateurmannschaften versuchten, ihren eigenen Fußballverband aufzubauen. 1953 wurden sie letztendlich durch die politische Situation gezwungen, der Ethiopian Football Federation beizutreten und an der äthiopischen Fußballmeisterschaft teilzunehmen.
1958 und 1974 gewann Embassoria jeweils die äthiopische Fußballmeisterschaft. Der Verein nahm nach der zweiten Meisterschaft an der Ausgabe des African Cup of Champions Clubs 1975 teil, verlor jedoch in der ersten Runde nach Hin- und Rückspiel gegen den burundischen Vertreter AS Inter Star mit 1:3.
Nachdem das Land Eritrea 1993 unabhängig und 1994 die eritreische Fußballmeisterschaft gegründet worden war, verließen die Mannschaften aus Eritrea das Ligensystem in Äthiopien und wurden Teil der neuen heimischen Liga. Jedoch ist das Team seit diesem Zeitpunkt nicht mehr sonderlich in Erscheinung getreten, war gegen Ende der Jahre oft nur noch zweit- oder drittklassig unterwegs und stellte letztendlich 2016 seinen Spielbetrieb aus wirtschaftlichen Gründen ein. 2019 wurde über ein mögliches Comeback des Vereins gesprochen, jedoch kam dieses bis heute nicht zustande.

## Stadion
Der Verein trug seine Heimspiele im Cicero-Stadion in Asmara aus. Das Stadion hat ein Fassungsvermögen von 10.000 Zuschauern.

## Erfolge
- Äthiopischer Meister (2×): 1958, 1974

## Abschneiden in CAF-Wettbewerben
- African Cup of Champions Clubs: 1 Teilnahme

1975 – Erste Runde